# Lionsgate+
Lionsgate+ (Lionsgate Play en Asia, Starz en América del Norte y Starzplay Arabia en MENA) es un servicio streaming que ofrece un catálogo de producciones propias del canal de televisión por cable estadounidense Starz, propiedad de Starz Inc, filial de Lionsgate. Cuenta también con películas, series y documentales del resto de propiedades de Starz, así como de otros estudios internacionales.

## Historia
En agosto de 2018, el jefe ejecutivo de Lionsgate empresa propietaria de Starz Jon Feltheimer, confirmó que su servicio de streaming Starz Play apuntaría a una expansión internacional, iniciado principalmente por Europa, Latinoamérica, Medio Oriente y algunas partes de África. En febrero de 2019, se lanzó el servicio en Arabia Saudita. El 28 de marzo de 2019, se lanzó el servicio en España a través de Apple TV, Vodafone TV y Orange TV. En mayo de 2019, se confirmó que el servicio llegaría también a Latinoamérica, estrenándose el 29 de mayo de 2019 a través de Apple TV y el 1 de julio llegaría a las zonas del Medio Oriente y África.
En septiembre de 2019, se confirmó que el servicio estará disponible en México a través de la App de izzi TV, El 26 de septiembre de 2019, se confirmó que el servicio estará disponible en Totalplay. El 8 de octubre, se anunció que estará también disponible en Prime Video Channels en la App de Amazon Prime Video.
El 25 de noviembre de 2019, se lanzó la aplicación del servicio en México, Brasil, Francia, Alemania y Reino Unido.
El 3 de marzo de 2020, también se lanzó en España e Italia.
El 2 de abril de 2020, se anunció el lanzamiento del servicio en Roku, en México y Reino Unido. El 28 de abril de 2020, se anunció el lanzamiento del servicio en Japón a través de Apple TV, Roku y Amazon Fire TV.
El 10 de junio de 2020, se anunció el lanzamiento del servicio en Rakuten TV en España.
El 29 de octubre de 2020, se lanzó la aplicación del servicio en Argentina y Chile. El 30 de noviembre, se anunció el lanzamiento del servicio en Movistar TV quién la incluye como suscripción adicional a su servicio en Argentina. El 18 de diciembre, se anunció el lanzamiento del servicio en Movistar TV quién la incluye como suscripción adicional a su servicio en Chile.
El 6 de noviembre de 2020, se anunció que estará disponible en España en Prime Video Channels en la App de Amazon Prime Video.
El 10 de diciembre de 2020, se lanzó la aplicación del servicio en Colombia.
En 2021, se lanzó la aplicación del servicio en Perú y también anunció el lanzamiento del servicio en Claro Video en México y Latinoamérica.
El 29 de septiembre de 2022, el servicio fue nombrado como Lionsgate+ en el mercado internacional, aunque mantuvieron el nombre de Lionsgate Play en Asia, Starz en América del Norte y Starzplay Arabia en Medio Oriente y norte de África.
En 2023, en Latinoamérica, todo el contenido de Lionsgate+ se trasladó a la plataforma de streaming de Disney, Star+.
El 30 de marzo de 2023, en España, todo el contenido de Lionsgate+ fue movida a MGM España a la plataforma de streaming de Amazon Prime Video.
El 11 de diciembre de 2023, Lionsgate+ cerró sus servicios en América Latina.

## Funcionamiento
El servicio funciona bajo suscripción previa desde la aplicación de Starz Play en Apple TV o su plataforma disponible, una vez el usuario se ha suscrito, disfrutará de 7 días de todo el catálogo del servicio. Si el usuario no queda satisfecho con el servicio puede anular su suscripción un día antes de que termine la semana gratis sin cobro alguno. Finalizado la semana gratuita, se pasa al cobro mensual por una cuota fija. Starz Play cuenta con más de 10000 horas de entretenimiento, con gran variedad de series y películas bajo disposición.
Por cada usuario registrado, se permite la conexión de hasta cuatro dispositivos diferentes, independientemente de la plataforma utilizada. No es posible añadir más, sino que se debe eliminar uno de los cuatro dispositivos para cambiar de dispositivo. Para disfrutar del contenido es necesaria la descarga de la aplicación oficial de Starz Play en los dispositivos disponibles para esta.
La máxima calidad de reproducción que permite la plataforma es de UHDTV (2160p), esto debido a que los dispositivos Apple TV, permiten esta máxima calidad de imagen. Los estrenos de las series de Starz son simultáneos con la plataforma, es decir, se puede ver el capítulo en VOSE (Versión Original Subtitulada al Español) de una serie a la vez que se estrena en Estados Unidos, aparte de tener la opción de doblaje al mismo tiempo de lanzamiento.

## Programación original
El catálogo de series de televisión en la plataforma incluyen en su mayoría series producidas por Starz Original y Lionsgate Television, también incluyendo series de otras empresas productoras como, Sony Pictures Television, Hulu y All3 Media, entre otras productoras. El catálogo de series son las siguientes:

### Distribución internacional exclusiva

#### Drama
| Título                                 | Género                                               | Emisora original                 | Estreno                                                             | Temporadas                  | Duración   | Región exclusiva | Estado                            |
| -------------------------------------- | ---------------------------------------------------- | -------------------------------- | ------------------------------------------------------------------- | --------------------------- | ---------- | ---------------- | --------------------------------- |
| And Then There Were None               | Drama, Suspenso                                      | BBC OneLifetime                  | Con el lanzamiento de la plataforma                                 | 1 temporada, 3 episodios    | 180 min.   | Latinoamérica    | Miniserie                         |
| Black Sails                            | Drama, Aventuras                                     | Starz                            | Con el lanzamiento de la plataforma (LA)21 de febrero de 2021 (ES)  | 4 temporadas, 38 episodios  | 49–65 min. | Ambas            | Finalizada                        |
| Castle RockCastle Rock: Misery Arrives | Drama, Aventuras                                     | Hulu                             | Con el lanzamiento de la plataforma                                 | 2 temporadas, 20 episodios  | 35–60 min. | Latinoamérica    | Finalizada                        |
| Chasing Life                           | Drama                                                | Freeform                         | Con el lanzamiento de la plataforma (LA)1 de octubre de 2020 (ES)   | 2 temporadas, 34 episodios  | 43 min.    | Ambas            | Finalizada                        |
| Fleming: El hombre que sería Bond      | Drama, Acción                                        | BBC América                      | Con el lanzamiento de la plataforma                                 | 1 temporada, 4 episodios    | 43–44 min. | Latinoamérica    | Miniserie                         |
| Flesh and Bone                         | Drama                                                | Starz                            | Con el lanzamiento de la plataforma (ES)9 de noviembre de 2020 (LA) | 1 temporada, 8 episodios    | 58–66 min. | Ambas            | Miniserie                         |
| Houdini                                | Drama, Drama histórico                               | History Channel                  | Con el lanzamiento de la plataforma                                 | 1 temporada, 2 episodios    | 85–86 min. | Ambas            | Miniserie                         |
| Manhattan                              | Drama histórico                                      | WGN América                      | Con el lanzamiento de la plataforma                                 | 2 temporadas, 23 episodios  | 44–57 min. | España           | Finalizada                        |
| Nashville                              | Drama musical, serial televisivo                     | ABCCMT                           | Con el lanzamiento de la plataforma                                 | 6 temporadas, 124 episodios | 42–44 min. | España           | Finalizada                        |
| Power                                  | Drama criminal                                       | Starz                            | Con el lanzamiento de la plataforma                                 | 6 temporadas, 63 episodios  | 51–82 min. | Ambas            | Finalizada                        |
| Sr. Mercedes                           | Drama criminal, Suspenso                             | Audience                         | Con el lanzamiento de la plataforma                                 | 3 temporadas, 30 episodios  | 49–47 min. | Latinoamérica    | Finalizada                        |
| Rosemary's Baby                        | Horror, Suspenso                                     | NBC                              | Con el lanzamiento de la plataforma                                 | 1 temporada, 2 episodios    | 84 min.    | Ambas            | Miniserie                         |
| Sweetbitter                            | Drama                                                | Starz                            | Con el lanzamiento de la plataforma                                 | 2 temporadas, 14 episodios  | 28–29 min. | Ambas            | Finalizada                        |
| The Dresden Files                      | Fantasía oscura, fantasía urbana                     | SpaceSyfy                        | Con el lanzamiento de la plataforma                                 | 1 temporada, 12 episodios   | 45 min.    | Ambas            | Finalizada                        |
| The First                              | Drama                                                | Channel 4Hulu                    | Con el lanzamiento de la plataforma                                 | 1 temporada, 8 episodios    | 45–48 min. | España           | Finalizada                        |
| The Girlfriend Experience              | Drama                                                | Starz                            | Con el lanzamiento de la plataforma                                 | 3 temporadas, 37 episodios  | 23–31 min. | Ambas            | Temporada 3 en emisión; Pendiente |
| The Little Drummer Girl                | Drama                                                | BBC OneAMC (canal de televisión) | Con el lanzamiento de la plataforma                                 | 1 temporada, 6 episodios    | 55–58 min. | Latinoamérica    | Miniserie                         |
| The Royals                             | Drama, Serial televisivo                             | E!                               | Con el lanzamiento de la plataforma                                 | 4 temporadas, 40 episodios  | 42 min.    | Ambas            | Miniserie                         |
| The Spanish Princess                   | Drama histórico                                      | Starz                            | Con el lanzamiento de la plataforma (LA)6 de mayo de 2020 (ES)      | 1 temporada, 16 episodios   | 54–60 min. | Ambas            | Finalizada                        |
| The White Princess                     | Drama histórico                                      | Starz                            | Con el lanzamiento de la plataforma                                 | 1 temporada, 8 episodios    | 54–60 min. | Ambas            | Miniserie                         |
| The White Queen                        | Drama histórico                                      | BBC OneStarz                     | Con el lanzamiento de la plataforma                                 | 1 temporada, 8 episodios    | 54–60 min. | Ambas            | Miniserie                         |
| Wildfire                               | Drama                                                | ABC Family                       | Con el lanzamiento de la plataforma                                 | 2 temporadas, 16 episodios  | 54–60 min. | España           | Finalizada                        |
| Wolf Creek                             | Drama, Horror, Suspenso psicológico                  | Stan                             | Con el lanzamiento de la plataforma                                 | 2 temporadas, 12 episodios  | 43–61 min. | Latinoamérica    | Finalizada                        |
| Vida                                   | Drama                                                | Starz                            | 1 de abril de 2019 (ES) Con el lanzamiento de la plataforma (LA)    | 3 temporadas, 22 episodios  | 31–40 min. | Ambas            | Finalizada                        |
| Howards End                            | Drama                                                | BBC OneStarz                     | 1 de abril de 2019 (ES) 9 de julio de 2020 (LA)                     | 1 temporadas, 4 episodios   | 56–58 min. | Ambas            | Miniserie                         |
| Luther                                 | Drama criminal, Suspenso psicológico                 | BBC One                          | 14 de junio de 2019                                                 | 5 temporadas, 20 episodios  | 51–63 min. | Latinoamérica    | Pendiente                         |
| The Act                                | Drama criminal, Suspenso psicológico                 | Hulu                             | 14 de junio de 2019                                                 | 1 temporada, 8 episodios    | 48–60 min. | Ambas            | Miniserie                         |
| The Tudors                             | Drama histórico                                      | BBC TwoCBC TelevisionShowtime    | 15 de junio de 2019                                                 | 4 temporada, 38 episodios   | 47–56 min. | Ambas            | Finalizada                        |
| The Rook                               | Drama                                                | Starz                            | 30 de junio de 2019                                                 | 1 temporada, 8 episodios    | 50–53 min. | Ambas            | Finalizada                        |
| Das Boot (El submarino)                | Drama, Guerra                                        | Sky One                          | 19 de julio de 2019                                                 | 2 temporada, 16 episodios   | 53–60 min. | Latinoamérica    | Pendiente                         |
| De Dag                                 | Drama criminal, Acción                               | SBS BelgiumTelenet Play More     | 19 de julio de 2019                                                 | 1 temporada, 12 episodios   | 60 min.    | España           | Miniserie                         |
| Baptiste                               | Drama criminal, Suspenso psicológico                 | BBC One                          | 30 de agosto de 2019                                                | 1 temporada, 6 episodios    | 54–57 min. | Latinoamérica    | Miniserie                         |
| Channel Zero                           | Drama, Horror, Antología, Ficción sobrenatural       | Syfy                             | 1 de septiembre de 2019                                             | 4 temporada, 6 episodios    | 41–44 min. | España           | Finalizada                        |
| Mary & Mike                            | Drama, Suspenso psicológico                          | Chilevisión                      | 21 de septiembre de 2019                                            | 1 temporada, 6 episodios    | 60 min.    | España           | Miniserie                         |
| Instinto Animal                        | Drama criminal, Serial televisivo                    | TNT                              | 30 de septiembre de 2019                                            | 4 temporadas, 49 episodios  | 47–54 min. | Ambas            | Renovada                          |
| Pennyworth                             | Drama criminal, Thriller de acción                   | Epix                             | 25 de octubre de 2019                                               | 2 temporadas, 20 episodios  | 50–71 min. | Ambas            | Pendiente                         |
| Dublin Murders                         | Drama criminal, Thriller de acción                   | BBC OneStarzRTÉ One              | 10 de noviembre de 2019                                             | 1 temporada, 8 episodios    | 57–60 min. | Ambas            | Pendiente                         |
| The Feed                               | Ciencia ficción, Suspenso psicológico, Drama         | Amazon Prime VideoVirgin Media   | 28 de noviembre de 2019                                             | 1 temporada, 10 episodios   | 57–60 min. | España           | Pendiente                         |
| Los miserables                         | Drama histórico                                      | BBC One                          | 12 de diciembre de 2019                                             | 1 temporada, 6 episodios    | 60 min.    | Latinoamérica    | Miniserie                         |
| The Capture                            | Drama criminal, Misterio                             | BBC OnePeacock                   | 2 de enero de 2020                                                  | 1 temporada, 6 episodios    | 65–60 min. | Ambas            | Renovada                          |
| 8 días                                 | Drama criminal, Misterio                             | Sky Atlantic                     | 16 de enero de 2020                                                 | 1 temporada, 8 episodios    | 43–45 min. | España           | Miniserie                         |
| MotherFatherSon                        | Drama criminal, Suspenso                             | BBC Two                          | 13 de febrero de 2020 (ES) 27 de agosto de 2020 (LA)                | 1 temporada, 8 episodios    | 60 min.    | Ambas            | Miniserie                         |
| Spartacus                              | Drama histórico, Péplum                              | Starz                            | 2 de marzo de 2020                                                  | 4 temporada, 39 episodios   | 53–60 min. | Ambas            | Finalizada                        |
| Manhunt: Deadly Games                  | Drama criminal, Antología                            | Spectrum                         | 23 de abril de 2020                                                 | 1 temporada, 10 episodios   | 42–50 min. | Ambas            | Miniserie                         |
| Heder                                  | Drama criminal                                       | Viaplay                          | 30 de abril de 2020                                                 | 1 temporada, 8 episodios    | 44 min.    | España           | Renovada                          |
| El nombre de la rosa                   | Drama histórico                                      | Rai 1                            | 7 de mayo de 2020                                                   | 1 temporada, 8 episodios    | 44 min.    | Latinoamérica    | Miniserie                         |
| Hightown                               | Drama criminal                                       | Starz                            | 17 de mayo de 2020                                                  | 1 temporada, 8 episodios    | 56–59 min. | Ambas            | Renovada                          |
| P-Valley                               | Drama                                                | Starz                            | 12 de julio de 2020                                                 | 1 temporada, 8 episodios    | 51–60 min. | Ambas            | Renovada                          |
| Normal People                          | Drama, Romance                                       | BBC ThreeRTÉ OneHulu             | 16 de julio de 2020                                                 | 1 temporada, 12 episodios   | 23–34 min. | Ambas            | Miniserie                         |
| White House Farm Murders               | Drama, Suspenso psicológico, Crimen verdadero        | ITV Hub                          | 20 de agosto de 2020                                                | 1 temporada, 6 episodios    | 60 min.    | España           | Miniserie                         |
| Power Book II: Ghost                   | Drama criminal                                       | Starz                            | 6 de septiembre de 2020                                             | 1 temporada, 10 episodios   | 56–68 min. | Ambas            | Renovada                          |
| The Borgias                            | Drama histórico                                      | BravoShowtime                    | 1 de octubre de 2020                                                | 3 temporadas, 29 episodios  | 48–58 min. | Ambas            | Finalizada                        |
| Brave New World                        | Ciencia ficción, Drama                               | Peacock                          | 4 de octubre de 2020                                                | 1 temporada, 9 episodios    | 41–56 min. | España           | Finalizada                        |
| Mad Men                                | Drama de época, Serial televisivo                    | AMC                              | 22 de octubre de 2020                                               | 7 temporadas, 92 episodios  | 45–57 min. | Ambas            | Finalizada                        |
| Penny Dreadful                         | Drama, Suspenso, Fantasía oscura, Fantasía histórica | Showtime                         | 29 de octubre de 2020                                               | 3 temporadas, 27 episodios  | 47–60 min. | Ambas            | Finalizada                        |
| Gangs of London                        | Drama, Acción, Crimen                                | Sky Atlantic                     | 15 de noviembre de 2020                                             | 1 temporada, 9 episodios    | 53–93 min. | Ambas            | Renovada                          |
| No Man's Land                          | Drama, Suspenso psicológico, Guerra                  | HuluArte                         | 15 de noviembre de 2020                                             | 1 temporada, 8 episodios    | 41–52 min. | Latinoamérica    | Miniserie                         |
| Des                                    | Drama criminal, Suspenso psicológico                 | ITV (canal de televisión)        | 29 de noviembre de 2020                                             | 1 temporada, 3 episodios    | 60 min.    | España           | Miniserie                         |
| Kidnapping                             | Drama criminal, Suspenso psicológico                 | TV 2                             | 20 de diciembre de 2020                                             | 1 temporada, 8 episodios    | 60 min.    | España           | Miniserie                         |
| The Stand                              | Drama, Ciencia ficción apocalíptica                  | CBS All Access                   | 3 de enero de 2021                                                  | 1 temporada, 9 episodios    | 49–65 min. | Ambas            | Miniserie                         |
| The Night Manager                      | Drama                                                | BBC OneAMC                       | 24 de enero de 2021                                                 | 1 temporada, 6 episodios    | 55–59 min. | Ambas            | Miniserie                         |
| Little Birds                           | Drama                                                | Sky Atlantic                     | 14 de febrero de 2021                                               | 1 temporada, 6 episodios    | 49–50 min. | Ambas            | Miniserie                         |
| The Attaché                            | Drama                                                | HOT                              | 14 de febrero de 2021                                               | 1 temporada, 10 episodios   | 26–30 min. | Ambas            | Miniserie                         |
| Step Up: High Water                    | Drama                                                | YouTube PremiumStarz             | 28 de marzo de 2021                                                 | 2 temporadas, 20 episodios  | 41–57 min. | Ambas            | Renovada                          |
| Power Book III: Raising Kanan          | Drama criminal                                       | Starz                            | 18 de julio de 2021                                                 | 1 temporada, 10 episodios   | 51–60 min. | Ambas            | Temporada 1 en curso; Renovada    |
| Reign                                  | Drama histórico                                      | The CW                           | 18 de julio de 2021                                                 | 4 temporada, 78 episodios   | 42 min.    | Latinoamérica    | Finalizada                        |
| Heels                                  | Drama, Deportes                                      | Starz                            | 15 de agosto de 2021                                                | 1 temporada, 8 episodios    | —          | Ambas            | Pendiente                         |
| Dr. Death                              | Drama criminal                                       | Peacock                          | 12 de septiembre de 2021                                            | 1 temporada, 8 episodios    | 44–63 min. | Ambas            | Pendiente                         |
| Black Mafia Family                     | Drama criminal                                       | Starz                            | 26 de septiembre de 2021                                            | 1 temporada, 8 episodios    | —          | Ambas            | Pendiente                         |

#### Comedia
| Título         | Género                               | Emisora original | Estreno                             | Temporadas                 | Duración   | Región exclusiva | Estado                            |
| -------------- | ------------------------------------ | ---------------- | ----------------------------------- | -------------------------- | ---------- | ---------------- | --------------------------------- |
| Now Apocalypse | Comedia                              | Starz            | Con el lanzamiento de la plataforma | 1 temporadas, 10 episodios | 28–31 min. | Ambas            | Finalizada                        |
| Trampa 22      | Comedia, Humor negro                 | Hulu             | 31 de mayo de 2019                  | 1 temporada, 6 episodios   | 41–46 min. | España           | Miniserie                         |
| Ramy           | Comedia dramática                    | Hulu             | 12 de diciembre de 2019             | 2 temporadas, 10 episodios | 23–43 min. | España           | Renovada                          |
| The Great      | Comedia dramática, Ficción histórica | Hulu             | 18 de junio de 2020                 | 1 temporada, 10 episodios  | 45–55 min. | Ambas            | Renovada                          |
| High Fidelity  | Comedia romántica                    | Hulu             | 10 de septiembre de 2020            | 1 temporada, 10 episodios  | 26–34 min. | Ambas            | Finalizada                        |
| Run the World  | Comedia                              | Starz            | 16 de mayo de 2021                  | 1 temporada, 8 episodios   | 28–30 min. | Ambas            | Temporada 1 en emisión; Pendiente |
| Blindspotting  | Comedia dramática                    | Starz            | 13 de junio de 2021                 | 1 temporada, 8 episodios   | 33 min.    | Ambas            | Temporada 1 en emisión; Pendiente |

#### Documentales
| Título                         | Género   | Emisora original | Estreno                                                | Temporadas                 | Duración   | Región exclusiva | Estado    |
| ------------------------------ | -------- | ---------------- | ------------------------------------------------------ | -------------------------- | ---------- | ---------------- | --------- |
| America to Me                  | Drama    | Starz            | Con el lanzamiento de la plataforma                    | 1 temporada, 10 episodios  | 60–90 min. | Ambas            | Miniserie |
| Warriors of Liberty City       | Deportes | Starz            | Con el lanzamiento de la plataforma                    | 1 temporada, 6 episodios   | 54–58 min. | Ambas            | Miniserie |
| Wrong Man                      | Deportes | Starz            | Con el lanzamiento de la plataforma                    | 2 temporadas, 12 episodios | 51–58 min. | Ambas            | Pendiente |
| Leavenworth                    | Drama    | Starz            | 20 de octubre de 2019                                  | 1 temporada, 6 episodios   | 51–58 min. | Ambas            | Miniserie |
| Seduced: Inside the NXIVM Cult | Drama    | Starz            | 18 de octubre de 2020 (LA)15 de noviembre de 2020 (ES) | 1 temporada, 4 episodios   | 53–80 min. | Ambas            | Miniserie |
| Confronting a Serial Killer    | Drama    | Starz            | 18 de abril de 2021                                    | 1 temporada, 5 episodios   | 55–59 min. | Ambas            | Miniserie |

### Próxima programación original

#### Drama
| Título      | Género           | Estreno                 | Temporadas               | Duración | Idioma  | Estado            |
| ----------- | ---------------- | ----------------------- | ------------------------ | -------- | ------- | ----------------- |
| Express     | Acción, Suspenso | 16 de enero de 2022     | 1 temporada, 8 episodios | 60 min.  | Español | Pendiente Estreno |
| Señorita 89 | Drama, Suspenso  | 27 de febrero de 2022   | 1 temporada, 8 episodios | 60 min.  | Español | Estrenada         |
| Nacho       | Drama, Biopic    | 11 de diciembre de 2022 | 1 temporada, 8 episodios |          | Español | Pendiente Estreno |

#### Distribución internacional exclusiva
| Título                         | Género                             | Emisora original | Estreno | Temporadas                | Duración   | Región exclusiva | Estado        |
| ------------------------------ | ---------------------------------- | ---------------- | ------- | ------------------------- | ---------- | ---------------- | ------------- |
| Becoming Elizabeth             | Drama histórico, Ficción histórica | Starz            | —       | 1 temporada, 8 episodios  | —          | Ambas            | En producción |
| Gaslit                         | —                                  | Starz            | —       | —                         | —          | Ambas            | En producción |
| Party Down Revival             | Comedia                            | Starz            | —       | 1 temporada, 6 episodios  | —          | Ambas            | En producción |
| The Serpent Queen              | Drama histórico, Ficción histórica | Starz            | —       | 1 temporada, 8 episodios  | —          | Ambas            | En producción |
| Shining Vale                   | Comedia de terror                  | Starz            | —       | 1 temporada, 8 episodios  | 30 minutos | Ambas            | Ordenada      |
| All Those Things We Never Said | Comedia dramática                  | CANAL+           | —       | 1 temporada, 10 episodios | 30 minutos | Ambas            | En producción |
| Dangerous Liaisons             | Drama                              | Starz            | —       | 1 temporada, 8 episodios  | —          | Ambas            | En producción |

## Compatibilidad de dispositivos
Los siguientes dispositivos son compatibles con Lionsgate+ y su hardware de visionado streaming:
- Apple TV: tercera generación.
- izzi: (iOS y Android) (Únicamente en México).
- Dispositivos Apple (iPhone y iPad): versión iOS 12.3 y posteriores.
- Móviles y tabletas Android: versión de software 5.0 (Lollipop) y posteriores. (Únicamente en Arabia, México, Brasil, Francia, Alemania, Reino Unido, España, Italia, Argentina, Chile, Colombia y Perú)
- Televisión inteligente: Samsung modelos de 2019 en adelante y LG modelos de 2020 en adelante.
- Videoconsola: PS4. (Únicamente en Arabia)
- Vodafone TV: aplicación preinstalada y accesible a través del menú de aplicaciones. (Únicamente en España)
- Orange TV: aplicación preinstalada y accesible a través del menú de aplicaciones. (Únicamente en España)
- Amazon Prime Video: aplicación entre Prime Video + Starzplay. (Únicamente en Reino Unido, México y España)
- Claro Video: aplicación entre Claro Video + Starzplay. (Únicamente en Latinoamérica)
- Virgin TV: aplicación preinstalada y accesible a través del menú de aplicaciones. (Únicamente en Reino Unido)
- Roku aplicación preinstalada y accesible a través del menú de aplicaciones. (Únicamente en Reino Unido, México, Brasil y Japón)